# Sonorawinterkoning
De Sonorawinterkoning (Pheugopedius felix; synoniem: Thryothorus felix) is een zangvogel uit de familie Troglodytidae (winterkoningen).

## Verspreiding en leefgebied
Deze soort is endemisch in Mexico en telt 6 ondersoorten:
- P. f. sonorae: noordwestelijk Mexico.
- P. f. pallidus: westelijk Mexico.
- P. f. lawrencii: het eiland Maria Madre (nabij westelijk Mexico).
- P. f. magdalenae: het eiland Maria Magdalena (nabij westelijk Mexico).
- P. f. grandis: het zuidelijke deel van Centraal-Mexico.
- P. f. felix: zuidwestelijk Mexico.